# 掛川市消防本部
掛川市消防本部（かけがわししょうぼうほんぶ）は、静岡県掛川市の消防部局（消防本部）。管轄区域は掛川市全域。

## 概要
- 消防本部：掛川市掛川1102番地の2
- 管内面積：265.63平方キロメートル
- 職員定数：108人
- 消防署2カ所、分署1カ所
- 主力機械（2023年4月1日現在）
  - 水槽付消防ポンプ自動車：3
  - 化学消防自動車：2
  - 水槽車：3
  - はしご付消防自動車：１
  - 救急自動車：5
  - 救助工作車：2
  - 指令車：3
  - 査察車：2
  - その他：5

## 沿革
- 1962年（昭和37年）4月 - 消防本部、掛川市消防署発足。職員24名、水槽付消防ポンプ自動車1台。
- 1968年（昭和43年）1月 - 救急業務を開始。
- 1990年（平成2年）4月1日 - 西分署を開署。
- 2005年（平成17年）4月1日 - 掛川市・小笠郡大東町・大須賀町の新設合併により、新・掛川市が発足する。
  - 大東町・大須賀町は、合併の日の前日をもって小笠地区消防組合を脱退し、掛川市消防本部と統合する。
  - 従来の小笠地区消防組合南分署が南消防署に昇格し、従来の掛川市消防署を中央消防署に改称し、2署体制となる。

## 組織
- 本部
  - 消防総務課
    - 通信指令室

  - 予防課
  - 中央消防署
    - 西分署

  - 南消防署

## 消防署
| 消防署     | 住所            | 分署               |
| ---------- | --------------- | ------------------ |
| 中央消防署 | 掛川1102番地の2 | 西：富部175番地の3 |
| 南消防署   | 大渕14273番地   | なし               |